# Günter Hessler
Günter Hessler (* 14. Juni 1909 in Beerfelde; † 4. April 1968 in Bochum-Laer) war ein deutscher Marineoffizier der Reichsmarine und der Kriegsmarine, zuletzt im Dienstgrad eines Fregattenkapitäns.

## Militärische Laufbahn
Feindfahrten
U 107
1. 24. Januar 1941 bis 1. März 1941 (4 Schiffe mit 18.482 BRT versenkt)
2. 29. März 1941 bis 2. Juli 1941 (14 Schiffe mit 86.699 BRT versenkt)
3. 6. September 1941 bis 11. November 1941 (3 Schiffe mit 13.641 BRT versenkt)

Hessler trat am 5. April 1927 als Seeoffiziersanwärter der Reichsmarine bei und absolvierte dort die übliche militärische Ausbildung. Hier wurde er am 1. Oktober 1927 zum Seekadetten, zum 1. April 1929 zum Fähnrich zur See sowie am 1. Juni 1931 zum Oberfähnrich zur See ernannt. Am 1. Oktober 1931 wurde Hessler, unter gleichzeitiger Ernennung zum Leutnant zur See, Divisionsleutnant auf dem Linienschiff Schleswig-Holstein. Von September 1932 bis zum 5. Juni 1933 war er bei der Marinestation der Nordsee tätig. Im Anschluss hieran besuchte Hessler einen weiteren Marinelehrgang und wurde Ende September 1933, inzwischen zum 1. Juli 1933 zum Oberleutnant zur See ernannt, der II. Marine-Artillerieabteilung zugeteilt. Vom 24. September 1934 bis zum 1. Oktober 1936 agierte er als III. Wachoffizier an Bord des Torpedobootes Greif, wo er am 1. Oktober 1936 zum Kapitänleutnant ernannt wurde. Im Anschluss hieran war er an Bord der Grille als I. Wachoffizier tätig. Zum 30. März 1938 wurde Hessler Stammpersonal auf dem Schlachtschiff Gneisenau, wechselte jedoch im Mai 1938 als II. Artillerieoffizier, später Ausbildungsoffizier zum Linienschiff Schlesien über.
Vom 27. März 1939 bis zum 31. März 1940 war er Kommandant des Torpedobootes Falke. Daran anschließend wechselte Hessler zur U-Boot-Waffe über, wo er von Anfang April bis zum 16. September 1940 die U-Ausbildung sowie einen Kommandantenlehrgang absolvierte. Zum 17. September 1940 erfolgte seine Delegierung zur Baubelehrung für U 107, dessen Kommandant er zum 8. Oktober 1940 wurde. Mit U 107 lief Hessler zu drei Feindfahrten aus, in deren Verlauf er 21 Schiffe mit 118.822 BRT versenken konnte. Seine zweite Feindfahrt wurde mit 14 versenkten Schiffen zur erfolgreichsten Einzelaktion eines Unterseebootes im Zweiten Weltkrieg. Für seine Leistungen erhielt er am 24. Juni 1941 das Ritterkreuz des Eisernen Kreuzes sowie am 1. September 1941 die Beförderung zum Korvettenkapitän. Zum 24. November 1941 wechselte Hessler als Admiralstabsoffizier in den Stab des Befehlshabers der Unterseeboote über. Diese Position hielt er dann bis Kriegsende inne. Zuvor war er am 1. Dezember 1944 zum Fregattenkapitän ernannt worden.
Ab Juli 1945 war Hessler anschließend im Deutschen Minenräumdienst tätig, aus dem er am 15. Oktober 1945 entlassen wurde. Im Oktober 1945 trat er als Zeuge bei den Nürnberger Prozessen auf, wo er im Zeugenflügel des Nürnberger Gefängnisses inhaftiert war. Später erfolgte seine Verlegung in andere Haftanstalten. Am 17. September 1946 wurde er aus dieser entlassen und war von 1947 bis 1951 bei der Kriegshistorischen Abteilung der Royal Navy beschäftigt. Hier arbeitete er an der Kriegsgeschichte der deutschen U-Boote im Zweiten Weltkrieg mit.

## Familie
Hessler heiratete 1937 Ursula Dönitz, Tochter des späteren Großadmirals Karl Dönitz. Aus der Ehe gingen die Kinder Peter, Klaus und Ute hervor.

## Auszeichnungen
- U-Boot-Kriegsabzeichen (1939) am 3. Juli 1941
- Eisernes Kreuz (1939) II. und I. Klasse am 18. November 1939 bzw. 1. März 1941
- Ritterkreuz des Eisernen Kreuzes am 24. Juni 1941
- zweifache Nennung im Wehrmachtbericht am 1. Mai 1941 und 8. Juni 1941
- Deutsches Kreuz in Gold am 9. November 1944